# El ritme de l'èxit
El ritme de l'èxit (títol original: Center stage) és una pel·lícula estatunidenca dirigida per Nicholas Hytner, estrenada el 2000. Ha estat doblada al català.

## Argument
Són joves i venen de tot arreu. La passió de la dansa els ha reunit per un any al si d'una escola reputada. Comparteixen un mateix somni: esdevenir membres d'un dels ballets més prestigiosos del món. Per tenir la sort d'aconseguir-ho, aquestes aspirants a ballarins ho han de donar tot, anar al fons d'ells mateixos sense tenir mai cap certesa del retorn... Cadascú a la seva manera intenta acostar-se a aquest objectiu seguint els cursos del brillant Cooper, el mestre en la matèria. Tots no hi arribaran.

## Repartiment
- Amanda Schull: Jody Sawyer
- Zoë Saldaña: Eva Rodríguez
- Susan May Pratt: Maureen Cummings
- Peter Gallagher: Jonathan Reeves
- Donna Murphy: Juliette Simone
- Debra Monk: Nancy Cummings
- Ethan Stiefel: Cooper Nielson
- Sascha Radetsky: Charlie Sims
- Julie Kent: Kathleen Donahue
- Ilia Kulik: Sergei
- Eion Bailey: Jim Gordon
- Shakiem Evans: Erik Jones
- Elizabeth Hubbard: Joan Miller

## Al voltant de la pel·lícula
- El rodatge s'ha desenvolupat del 12 de juliol al 20 de setembre de [999 a Jersey City i Nova York (Universitat Fordham, Juilliard School, Lincoln Center, Paul Taylor Dance Company i Queens).
- El ritme de l'èxit és el primer film al cinema de l'actriu Zoë Saldaña.
- Una continuació, Center Stage 2: Turn it up ha estat dirigida per Steven Jacobson l'any 2008. Peter Gallagher i Ethan Stiefel hi reprenen el seu paper.

## Banda original
- We're Dancing, interpretada per P.Y.T.
- I Wanna Be With You, interpretada per Mandy Moore
- Higher Ground, interpretada per Red Hot Chili Peppers
- Candy, interpretada per Mandy Moore
- Don't Get Lost In The Crowd, interpretada per Ashley Ballard
- Cosmic Girl, interpretada per Jamiroquai
- Just Dance, interpretada per Jamiroquai
- Friends Forever, interpretada per Thunderbugs
- Le Corsaire, composta per Adolphe Adam
- The Way You Make Me Feel, interpretada per Michael Jackson
- First Kiss, interpretada per International Five
- Romeo i Julieta, Opus 64, composta per Serguei Prokófiev
- Moonglow, composta per Edgar De Lange, Will Hudson et Irving Mills
- Swan Lake, Opus 20, composta per Piotr Ilitx Txaikovski
- La Bayadére, composta per Léon Minkus
- Granada, Opus 47, Nr. 1, composta per Isaac Albéniz
- Eres Tu, interpretada per Elvis Crespo
- Mas Que Una Caricia, interpretada per Elvis Crespo
- Come Baby Come, interpretada per Elvis Crespo i Giselle D'Cole
- Don Quixote, composta per Léon Minkus
- Get Used to This, interpretada per Cyrena
- A Girl Can Dream, interpretada per P.Y.T.
- Coppélia - Mazurka, composta per Léo Delibes
- Piano Concerto No. 2 in C minor, Op. 18, composta per Serguei Rakhmàninov
- If I Was the One, interpretada per Ruff Endz
- Adagio for a Ballet Class, composta per Dmitry Polischuk
- "24", interpretada per Jem

## Premis i nominacions
- Premi a la millor pel·lícula, en els premis American Choreography l'any 2000.